# Gaspatxo
|  | Per a altres significats, vegeu «Gaspatxo (desambiguació)». |

El gaspatxo (gazpacho en castellà, gaspacho en portuguès) és una sopa freda elaborada amb ingredients crus, tradicional del sud d'Espanya i Portugal. També es coneix com a "gaspatxo andalús" per diferenciar-lo dels "gaspatxos" que no són sopes fredes. La paraula "gaspatxo" significa originalment "barreja".

## Ingredients

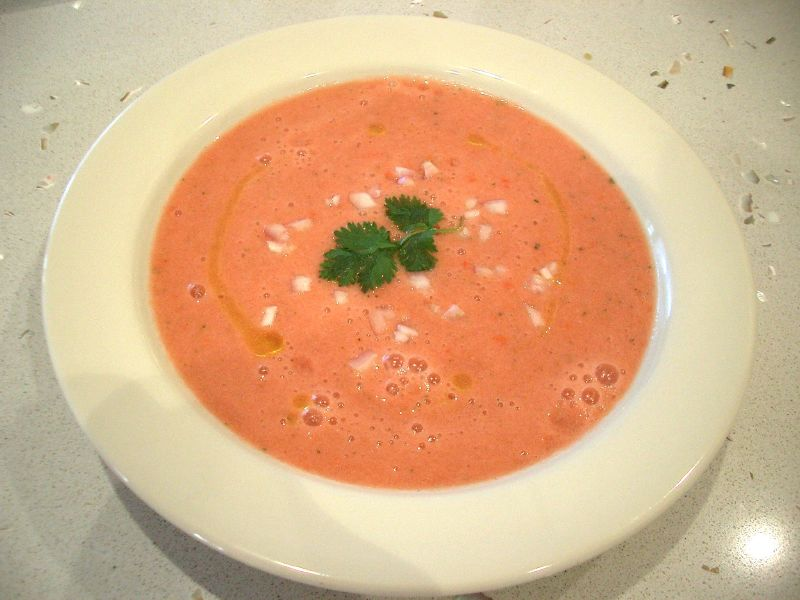
Plat de gaspatxo.

Des de temps molt antics el gaspatxo era una versió freda de les sopes d'all, és a dir, té com a ingredients bàsics el pa, l'aigua, l'oli d'oliva, l'all, el pebrot, el tomàquet i la sal. De vegades, sols, com en el gaspatxo extremeny, o amb altres ingredients afegits per donar-hi sabor, com ara l'ou bullit en el gaspatxo cordovès. A l'hora de servir, s'hi poden afegir crostons.
Entre els ingredients més primitius figuren les atmetlles (en la variant anomenada ajoblanco de Granada i Màlaga) o la taronja amarga (Sevilla) o la farina de faves seques. Tradicionalment a l'"ajoblanco" es pot afegir raïm.

## Història
Se li atribuïx uns orígens romans o àrabs que preparaven mescles amb els productes bàsics del gaspatxo. Nom d'origen incert, es diu que prové del romà caspa, que significa tros o fragment, al·ludint al fet que es preparava amb trossos de pa; el sufix hauria provingut del mossàrab. Els primers gaspatxos que es coneixen portaven només pa, vinagre, oli i ben sovint all i a vegades fruites seques com l'ametlla (all blanc), un dels gaspatxos més antics que es coneixen.
En el segle xvi s'inclouen les verdures, i el gaspatxo de tomaca o andalús que conté pimentó i el seu principal component, la tomaca, són fruits originaris del continent americà i no van ser coneguts a Europa fins al descobriment d'Amèrica, però és a finals del segle xviii, quan es va generalitzar el seu consum a Espanya i quan es va incorporar a la recepta.
El seu origen geogràfic està ubicat en Andalusia, regió del sud d'Espanya, on se superen fàcilment els 40 ºC a l'estiu. És un plat popular que aporta hidratació i sals minerals, per tant en eixes dures condicions climatològiques ho utilitzaven els pastors i llauradors del camp. A partir dels anys 1960 amb el turisme va començar a ser conegut tenint un gran auge i expansió. Durant molt de temps la versió tradicional d'esta sopa es feia en un morter, però amb l'aparició de noves tecnologies com és la batedora a mitjan segle xx va substituir al morter modificant i facilitant la trituració dels ingredients.
A finals del segle xx, es va començar a comercialitzar el gaspatxo industrial ja elaborat en envàs Tetra brick o Combibloc per unes quantes empreses espanyoles.

## Gaspatxo de la vall del Vinalopó
El gaspatxo a la zona de Jumella i la vall del Vinalopó és un plat molt diferent. La seva base és una torta feta amb farina de blat (torta de gaspatxo) que es talla a trossos i es barreja amb un guisat de perdiu, llebre o conill amb caragols. El gaspatxo manxec és una preparació similar però sense caragols.

## Vegeu també

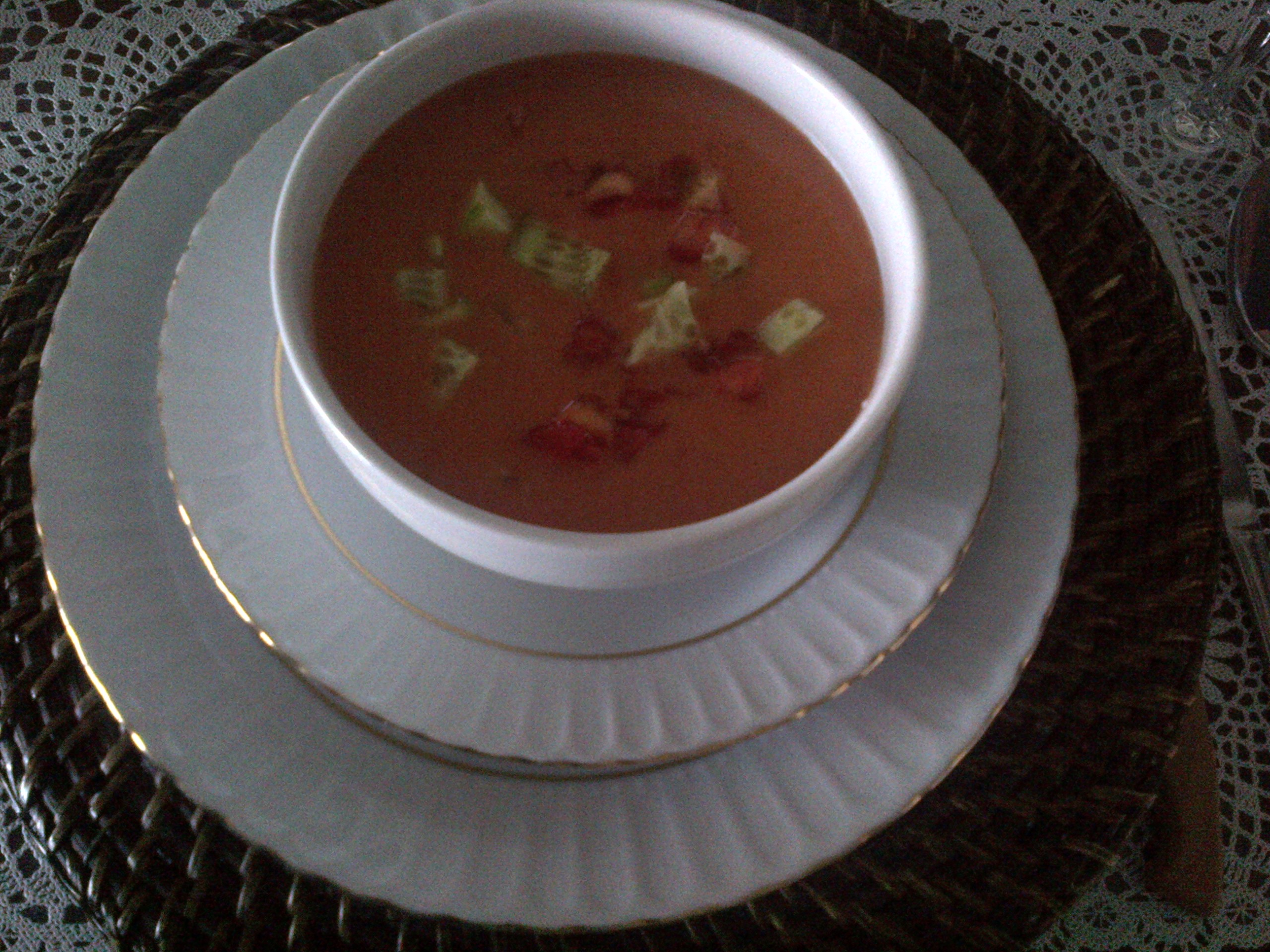
Un altre gaspatxo.